# 魯普維爾 (喬治亞州)
魯普維爾（英語：Roopville）是一個位於美國喬治亞州卡洛爾縣的城鎮。

## 地理
魯普維爾的座標為33°27′24″N 85°07′52″W / 33.45667°N 85.13111°W，而該地的平均海拔高度為380米（即1247英尺）。

## 人口
根據2010年美國人口普查的數據，魯普維爾的面積為2.00平方千米，當中陸地面積為2.00平方千米，而水域面積為0.00平方千米。當地共有人口218人，而人口密度為每平方千米109人。